# 多鳞四指马鲅
多鳞四指马鲅（学名：Eleutheronema rhadinum），是马鲅科四指马鲅属一种，分布于太平洋西北溫帶海域。本种由美国学者大卫·斯塔尔·乔丹和巴頓·沃倫·艾夫曼于1902年描述发表。
由于本种与四指马鲅（E. tetradactylum）在形态上高度相似，长期被视为一种。

## 命名
本屬的種小名「rhadinum」（羅馬化：rhadinós）意為「修長」，因體形而得名。

## 分布
本魚為溫帶魚，分布於太平洋西北部，見於中國、日本及越南等沿岸，遠洋的島嶼海域則無記錄。本魚棲息於海水至半咸水、淺海至遠洋，深度5-8公尺。分布範圍為北緯42度至北緯15度，東經105度至東經142度。

## 形態
本魚為中型魚，體長最大73.9公分，體形延長，切面側扁，梨骨兩側有更替性的齒板，上頜後段較深，佔標準體長的 3%。下頜側面有短的齒板延伸，佔標準體長的 8–9%。背鳍硬棘9枚，軟條13～15枚；臀鰭硬棘3枚、軟條14-16枚，胸鰭絲條4枚，鰭膜為黑色。腹鳍鳍条数17～18根。侧线鳞83—97，侧线上鳞12—14，侧线下鳞15—17。

## 經濟利用
本魚缺乏經濟利用數據。